# 米爾斯·斯托雷
米爾斯·斯托雷（英語：Miles Storey；1994年1月4日—）是一位英格蘭足球運動員。在場上的位置是前鋒。他現在效力於蘇格蘭足球超級聯賽球隊帕尔蒂克。

## 外部連結
- 足球数据库：米爾斯·斯托雷的球员统计数据